# Helemaal niets
Helemaal niets is een single van de Nederlandse zanger Roland Verstappen uit 1993. Het stond in hetzelfde jaar als eerste track op het titelloze album van de zanger.

## Achtergrond
Helemaal niets is geschreven door Ferdi Lancee en geproduceerd door Peter Koelewijn. Het is een nederpoplied waarin hij zich afvraagt wat sommige dingen zonder elkaar zijn, zoals een kroeg zonder bier, een park zonder bankje en een hengel zonder pier. Daarnaast vraagt hij zich af wat hij zonder haar is. Het lied betekende de doorbraak van de zanger, al bleek dit later ook de enige grote hit van zijn carrière te zijn. De B-kant van de single is Daarom niet, daarom wel, geschreven door Lancee en Verstappen zelf en eveneens geproduceerd door Koelewijn. Het is als twaalfde track op hetzelfde album te vinden. 

## Hitnoteringen
De zanger had met het lied succes in de Nederlandse hitlijsten. In de Mega Top 50 piekte het op de 32e plek en stond het vijf weken in de lijst. In de drie weken dat het in de Top 40 te vinden was, kwam het tot de 34e plaats.